# José de Vicente Muñoz
José de Vicente Muñoz es un historiador español, nacido en Hurtumpascual (Ávila) en el año 1915 y fallecido en Madrid en 5 de enero de 1992. Ejerció su actividad en Torrelodones (Madrid), municipio en el que fue maestro desde el 2 de enero de 1940 hasta junio de 1952 (primera mitad del siglo XX) y al que consagró la mayor parte de sus investigaciones históricas.1
Es autor del libro Escudo, geografía e historia de Torrelodones, publicado en 1980 por la desaparecida Diputación Provincial de Madrid, y de numerosos estudios relacionados con el pueblo. Entre ellos, destacan los dedicados al Palacio del Canto del Pico, uno de los principales monumentos de la citada localidad.
Fue nombrado Cronista Oficial y Honorífico de Torrelodones durante el mandato de Serapio Calvo Miguel, alcalde-presidente de Torrelodones entre 1979 y 1986.
Defensor del patrimonio artístico y natural de Torrelodones, impulsó el diseño del Escudo Heráldico Municipal de la villa y la declaración de la Atalaya de Torrelodones como monumento histórico-artístico, hecho que se produjo en el año 1983, así como la protección de su entorno.
Del mismo modo, alentó la rehabilitación del Canto del Pico, tarea que nunca pudo llevar a cabo, ante las dificultades que ponían los propietarios del palacio. En un escrito del año 1985 expresaba de la siguiente forma su impotencia:
Al ver las habitaciones se me cayó el alma a los pies, sobre todo al ver la biblioteca por los suelos. Para evitar que un día 'los cacos' tirasen un pitillo y se produjese un incendio que acabase con todos los libros y el edificio, pedí permiso al administrador de los propietarios para que, en calidad de depósito, me permitiese llevarlos a una dependencia municipal, donde estarían seguros. Este permiso me fue denegado.
En 1944 vi a Don José de Vicente Muñoz trabajar denodadamente en un proyecto precioso que se consolidó en 1950 con la obra bien hecha (que diria Eugenio d'Ors), titulada COROGRAFÍA DE ESPAÑA, que en su portada, junto a una pareja luciendo un traje regional de los muchos existentes en nuestra Patria ya aparecía nuestro TORREÓN. El prólogo de este bello libro lleva fecha 31 de mayo de 1950 y lo firma Marcelino Reyero que, a la sazón, era Director Central de Enseñanza Primaria y que comienza diciendo que “a la vista de la obra Corografía de España, quiero cumplir mi encargo de presentación al público, aunque se presenta por sí sola dada la perfección con que está hecha y los admirables dibujos que constituyen la parte fundamental de su texto”. Contiene con claridad meridiana la España Física, la España Económica, la España Política con las Divisiones: Universitaria, Judicial, Militar, Aérea, Marítima y Eclesiástica. La población absoluta de cada provincia; la clasificación de las provincias en orden a su superficie, en km²; la densidad o población relativa de cada provincia, por km²; y la clasificación de las capitales de España por el número de habitantes. Todo lo anterior ocupa las primeras 25 páginas. A partir de la página 26 hasta la 123, inclusive, dedica dos caras a todas y cada una de las provincias entonces existentes y desde Álava hasta Zaragoza, por orden alfabético. Como dice el presentador de la obra “están tratadas las cincuenta provincias de España, una a una, con su mapa indicando las comunicaciones más importantes. En las páginas pares se describe la situación, la orografía, hidrografía, población, clima, geografía económica, hombres célebres y monumentos. Y en las impares completísimas láminas, primorosamente confeccionadas, en las que aparece una orla con el nombre de cada provincia, los partidos judiciales, el escudo y traje regional, el mapa de comunicaciones, el personaje, el monumento característico, los ríos, un gráfico económico y los montes. Trabajaba con el entusiasmo que le caracterizaba. Este precioso libro lo editó él mismo, sin ayuda económica de nadie, que yo sepa. Entonces me encontraba con mi bachillerato a cuestas (bajo su dirección) y no recuerdo, en caso de que me lo dijera, como lo financió. Fue Don José un Maestro excepcional y una magnífica persona. Incluso después de varios años de ausencia siguió atendiendo a los hijos de sus antiguos alumnos.
En el mes de marzo de 1986, Don José de Vicente Muñoz, presentó su libro ALBUM GRAFICO, histórico, cronológico, bibliográfico de TORRELODONES al que consideró como complemento de “Escudo, geografía e historia de Torrelodones” escrito seis años antes, con muchas prisas. El formato es igual a su Corografía de España y contiene, en las páginas pares, los textos concisos referidos a los dibujos de las impares en las que aparecen los que hizo, comenzando por el torreón y siguiendo por todos los rincones característicos del municipio, así como de los edificios más notables por su antigüedad y los más llamativos y modernos. También aparecen las caricaturas de las personalidades destacadas en las letras y en las artes que han dicho o hecho algo por Torrelodones desde el Rey Felipe II hasta Juan van Halen. Tengo un ejemplar que me dedicó con mucho cariño que pone de manifiesto la veracidad de cuanto precede.
En 26 de enero de 1990 se presentó el libro CRÓNICAS DE TORRELODONES Y COMUNIDAD DE MADRID de Don José de Vicente, hijo adoptivo de Torrelodones. Lo presentó otro ilustre torrelodonense, el escritor-poeta Don Juan Van-Halen, a la sazón senador por la Comunidad de Madrid. Conoció Don José Torrelodones cuando apenas había casas habitables y cuando todavía eran muy pocos los extraños. Y tuvo la suerte de conocer su pasado de boca de sus vecinos cuando, el Pueblo, tenía un carácter bucólico; había ovejas, cabras, pocas vacas, pero había zorros, conejos, liebres, perdices, mochuelos, algún búho y cigüeñas. Después, poco a poco, fueron llegando forasteros, en tan poca cantidad, que tanto los nativos y veraneantes formaban una familia; pero se dio cuenta de que a medida que llegaban los forasteros, desaparecían las especies antes citadas y muchas plantas autóctonas. Reconstruido el pueblo primero y engrandeciéndose después, se dio cuenta de que también los vestigios históricos iban desapareciendo, y quiso que las generaciones futuras tuviesen conocimiento de su pasado, y ello le impulsó a escribir estas crónicas que, según él, salen de una pluma que porta el mismo carácter del pueblo, la sencillez; que carecen de barroquismo, pero que tienen el encanto de lo natural, de lo espontáneo y sobre todo el encanto del amor a este pueblo. Editado por el Ayuntamiento de Torrelodones cerró el acto de presentación el Ilustrísimo señor Don Mario Mingo Zapatero, Alcalde de la ciudad. Estoy en posesión de un ejemplar que demostrará la veracidad de cuanto antecede.
El año 1988 Don José escribió un libro titulado “CANTO DEL PICO” y TORRELODONES” por encargo de Don José Antonio Oyamburu Goicoechea con la promesa, que le hizo dicho señor, de editarlo en varios idiomas (inglés, francés, alemán, italiano…además de español) con el fin de promocionar el hotel de lujo que tenía proyectado abrir en el palacio. Una vez terminado el libro, sospechando que el interés por el mismo había declinado,  concedió al citado señor autorización por un periodo máximo de dos años para su publicación, y como no llevase a efecto edición alguna le retiró la mencionada autorización.
Don José falleció en enero de 1992 y el libro sigue sin editarse. Hoy el libro pertenece a la “Comisión de Alumnos de Don José de Vicente Muñoz” que espera tiempos mejores para hacerlo público.
En el número 93 de la revista VIVE TORRE Y HOYO, correspondiente al día 15 de junio de 2012, al final del artículo “A vueltas con el Canto del Pico”, se lee “Alguien debería escribir la verdadera historia del Canto del Pico”. Esa verdadera historia está escrita desde hace más de veinticinco años pero todavía no se ha podido editar. El famoso acuarelista DON LUIS SAUCE autorizó a Don José para que imprimiera en el libro algunas acuarelas suyas de forma altruista de la misma forma altruista que el autor del libro.
La "Comisión de Alumnos de Don José de Vicente Muñoz" teniendo en cuenta la conmemoración del centenario del nacimiento de Don José, maestro, hijo adoptivo y cronista de Torrelodones(1915-2015), y a petición de la Concejal Delegada de Cultura, mediante carta de 26 de marzo de 2015, ha concedido mediante junta celebrada el 24 de marzo, el permiso solicitado para que el Ayuntamiento de Torrelodones publique de forma digital, de momento, los libros que Don José tituló "Canto del Pico y Torrelodones" y "Recuerdos", así como para difundir toda su obra.